# Seznam kardinálů-protojáhnů
Toto je seznam kardinálů-protojáhnů.

## Seznam
...
- Romano, (? – 1135)
- Aimerico, (1135–1141 ?)
- Gregorio Tarquini, (1143–1145)
- Odone Fattiboni, (1145–1162)
- Ugo di Foliet O.S.B., (1162–1164)
- Giacinto Bobone, (1164–1191)
- Graziano da Pisa, (1191–1203)

...
- Giovanni di Segni, (1210–1213)
- Guido Pierleone, (1213–1221)
- Ottaviano di Segni, (1221–1231)
- Raniero Capocci, (1231–1250)

...
- Gil Torres, (1252–1254)
- Riccardo Annibaldi, (1254–1276)
- Giovanni Gaetano Orsini, (1276–1277)
- Giacomo Savelli, (1277–1285)
- Goffredo da Alatri, (1285–1287)
- Matteo Rubeo Orsini, (1287–1305)
- Giacomo Colonna (1305–1307)

...
- Napoleone Orsini Frangipani, (1318–1342)
- Raymond Guillaume Des Forges, (1342–1346)
- Gaillard de la Mothe (nebo de Lamotte) (1346–1352)
- Guillaume de la Jugée (nebo Jugie) (1352–1356)
- Bernard de la Tour (1356–1368)
- Nicolas de Besse (1368–1369)
- Pierre Roger de Beaufort (1369–1370)
- Rinaldo Orsini (1370–1374)
- Hugues de Saint-Martial (1374–1378)
- Guglielmo di Capua (1383–1384)
  - Hugues de Saint-Martial (1378–1403) avignonské obedience 1378
- Marino Bulcani (1390–1394)
- Angelo d'Anna de Sommariva, O.S.B. Cam. (1394–1396)
- Landolfo Maramaldo (1403/1404–1408)
  - Landolfo Maramaldo (1408–1415) (pisánské obedience)
  - Ludovico Fieschi (1403–1404) (od 1404 avignonské obedience a od 1409 pisánské obedience)
- Roderic de Borja i Borja (březen 1463–1471)
- Raffaele Riario (1503)
- Giovanni de' Medici (1503–1513)
- Federico Sanseverino (1513–1516)
- Alessandro Farnese (1516–1519)
- Ippolito d'Este (1519–1520)
- Amanieu d'Albret (1520)
- Marco Cornaro (1520–1523)
- Alessandro Cesarini (1523–1540)
- Nicolò Ridolfi (1540–1550)
- Innocenzo Cibo (1550)
- Niccolò Gaddi (1550–1551)
- Guido Ascanio Sforza di Santa Fiora (1552–1564)
- Giulio della Rovere (1566–1567)
- Innocenzo Ciocchi del Monte (1570–1577)
- Antonio Carafa (1577–1583)
- Luigi d'Este (1584–1586)
- Ferdinando de' Medici (1587–1588)
- Francesco Sforza (1588–1590) – Oznamoval volby papežů Lva XI. a Pavla V.
- Ondřej Rakouský (1590–1600)
- Odoardo Farnese (1617–1621)
- Andrea Baroni Peretti Montalto (1621) – Oznamoval volbu papeže Řehoře XV.
- Alessandro d'Este (1621–1623) – Oznamoval volbu papeže Urbana VIII.
- Carlo Emmanuele Pio di Savoia (1623–1626)
- Maurizio di Savoia (1626–1642)
- Carlo de' Medici (1630–1644) – Oznamoval volbu papeže Inocence X.
- Antonio Barberini (1642–1653)
- Giangiacomo Teodoro Trivulzio (1653–1655) – Oznamoval volbu papeže Alexandra VII.
- Giulio Gabrielli (1655–1656)
- Virginio Orsini (1656–1666)
- Rinaldo d'Este (1666–1668) – Oznamoval volbu papeže Klimenta IX.
- Francesco Maidalchini (1668–1689) – Oznamoval volby papežů Klimenta X., Inocence XI. e Alexandra VIII.
- Giovanni Stefano Donghi (1667–1669)
- Niccolò Acciaiuoli (1689–1689)
- Urbano Sacchetti (1690–1693) – Oznamoval volbu papeže Inocence XII.
- Benedetto Pamphili, O.S.Io.Hieros. (1693–1730) – Oznamoval volby papežů Klimenta XI., Inocence XIII. a Benedikta XIII.
- Lorenzo Altieri (1730–1741) – Oznamoval volbu papeže Klimenta XII. Pro volbu papeže Benedikta XIV. nahrazen kardinálem Marinim, svým nástupcem ve funkci.
- Carlo Maria Marini (1741–1747)
- Alessandro Albani (1747–1779) – Oznamoval volby papežů Klimenta XIII., Klimenta XIV. a Pia VI.
- Antonio Maria Doria Pamphilj (1798–1821) – Oznamoval volbu papeže Pia VII.
- Fabrizio Dionigi Ruffo (1821–1827) – Oznamoval volbu papeže Lva XII.
- Giuseppe Albani (1827–1834) – Oznamoval volbu papeže Pia VIII. e Řehoře XVI.
- Agostino Rivarola (1834–1842)
- Tommaso Riario Sforza (1842–1857) – Oznamoval volbu papeže Pia IX.
- Ludovico Gazzoli (1857–1858)
- Giuseppe Ugolini (1858–1867)
- Giacomo Antonelli (1867–1876)
- Prospero Caterini (1876–1881) – Oznamoval volbu papeže Lva XIII.
- Teodolfo Mertel (1881–1884)
- Domenico Consolini (1884–1884)
- Lorenzo Ilarione Randi (1884–1887)
- Giuseppe Pecci (1887–1890)
- John Henry Newman, C.O. (1890)
- Joseph Hergenröther (1890–1890)
- Tommaso Maria Zigliara, O.P. (1890–1891)
- Isidoro Verga (1891–1896)
- Luigi Macchi (1896–1907) – Oznamoval volbu papeže Pia X.
- Andreas Steinhuber, S.J. (1907)
- Francesco Segna (1907–1911)
- Francesco Salesio Della Volpe (1911–1916) – Oznamoval volbu papeže Benedikta XV.
- Gaetano Bisleti (1916–1928) – Oznamoval volbu papeže Pia XI.
- Camillo Laurenti (1928–1935)
- Camillo Caccia Dominioni (1935–1946) – Oznamoval volbu papeže Pia XII.
- Nicola Canali (1946–1961) – Oznamoval volbu papeže Jana XXIII.
- Alfredo Ottaviani (1961–1967) – Oznamoval volbu papeže Pavla VI.
- Arcadio María Larraona Saralegui, C.M.F. (1967–1969)
- William Theodore Heard (1969–1970)
- Antonio Bacci (1970–1971)
- Michael Browne, O.P. (1971)
- Federico Callori di Vignale (1971)
- Charles Journet (1971–1973)
- Pericle Felici (1973–1979) – Oznamoval volby papežů Jana Pavla I. a Jana Pavla II.
- Sergio Pignedoli (1979–1980)
- Umberto Mozzoni (1980–1983)
- Opilio Rossi (1983–1987)
- Giuseppe Caprio (1987–1990)
- Aurelio Sabattani (1990–1993)
- Duraisamy Simon Lourdusamy (1993–1996)
- Eduardo Martínez Somalo (1996–1999)
- Pio Laghi (1999–2002)
- Luigi Poggi (2002–2005)
- Jorge Medina Estévez (2005–2007) – Oznamoval volbu papeže Benedikta XVI.
- Darío Castrillón Hoyos (2007–2008)
- Agostino Cacciavillan (2008–2011)
- Jean-Louis Tauran (2011–2014) – Oznamoval volbu papeže Františka
- Renato Raffaele Martino (2014–2024)
- Dominique Mamberti (od 2024) – Oznamoval volbu papeže Lva XIV.